# Nyungwea
Nyungwea is een geslacht van schimmels behorend tot de familie Opegraphaceae.

## Soorten
Volgens Index Fungorum bevat het geslacht vier soorten (peildatum maart 2022):
| Soortnaam           | Auteur(s)                     | Publicatiejaar |
| ------------------- | ----------------------------- | -------------- |
| Nyungwea anguinella | (Nyl.) Aptroot                | 2017           |
| Nyungwea pallida    | Sérus., Eb. Fisch. & Killmann | 2006           |
| Nyungwea pycnidiata | Aptroot & M. Cáceres          | 2017           |
| Nyungwea pyneei     | Ertz & Diederich              | 2020           |